# Цона Ранаро (Ређо Емилија)
Цона Ранаро је насеље у Италији у округу Ређо Емилија, региону Емилија-Ромања.
Према процени из 2011. у насељу је живело 47 становника. Насеље се налази на надморској висини од 19 м.